# Auberive
Auberive ist eine französische Gemeinde mit 156 Einwohnern (Stand 1. Januar 2022) im Département Haute-Marne in der Region Grand Est; sie gehört zum Arrondissement Langres und zum Kanton Villegusien-le-Lac. Sie ist Mitglied des Gemeindeverbandes Auberive Vingeanne et Montsaugeonnais.

## Geografie
Der Ort liegt am Fluss Aube, dessen Quelle sich nur wenige Kilometer weiter südlich befindet.

## Bevölkerungsentwicklung
| Jahr      | 1962 | 1968 | 1975 | 1982 | 1990 | 1999 | 2006 | 2012 | 2018 |
| Einwohner | 263  | 302  | 270  | 219  | 233  | 205  | 195  | 191  | 157  |

## Sehenswürdigkeiten
Das Kloster Auberive (Alba Ripa) ist eine ehemalige Zisterzienserabtei, die 1136 von Bernhard von Clairvaux gegründet, 1791 aufgelöst und 1856 zu einem Frauengefängnis wurde. Heute wird das Gebäude für Ausstellungen genutzt.

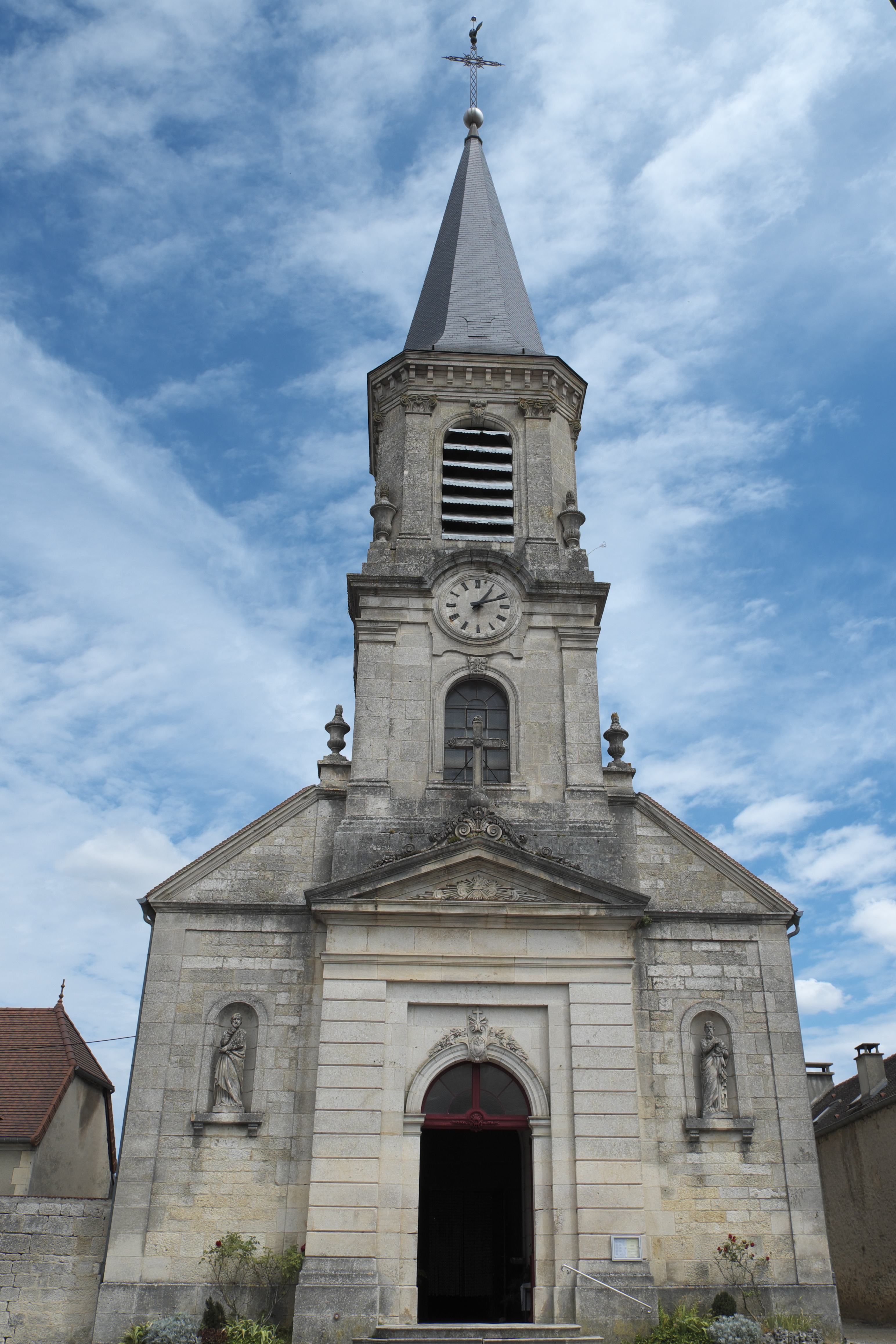
Kirche Sainte-Anne
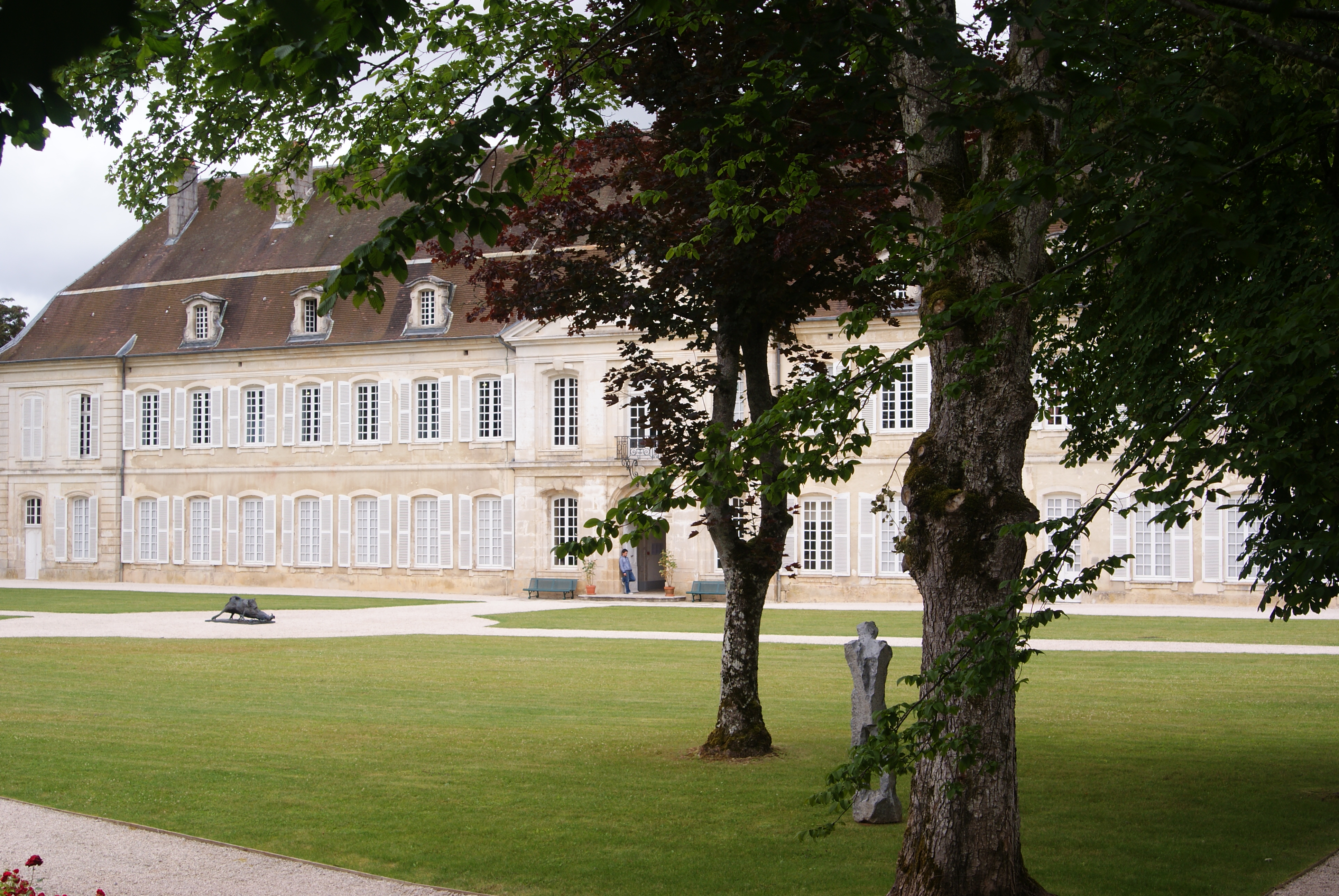
Abtei Auberive
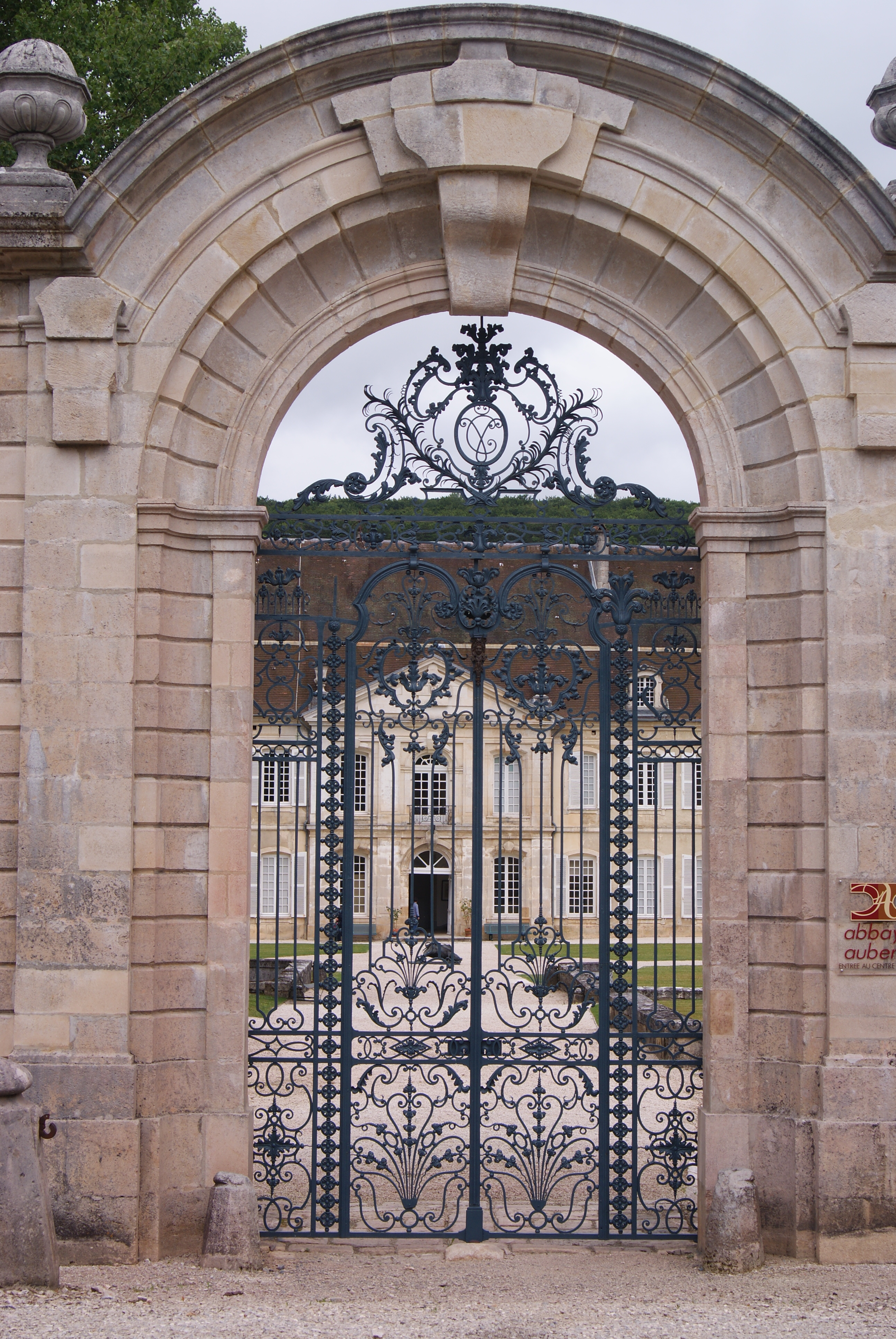
Eingangstor
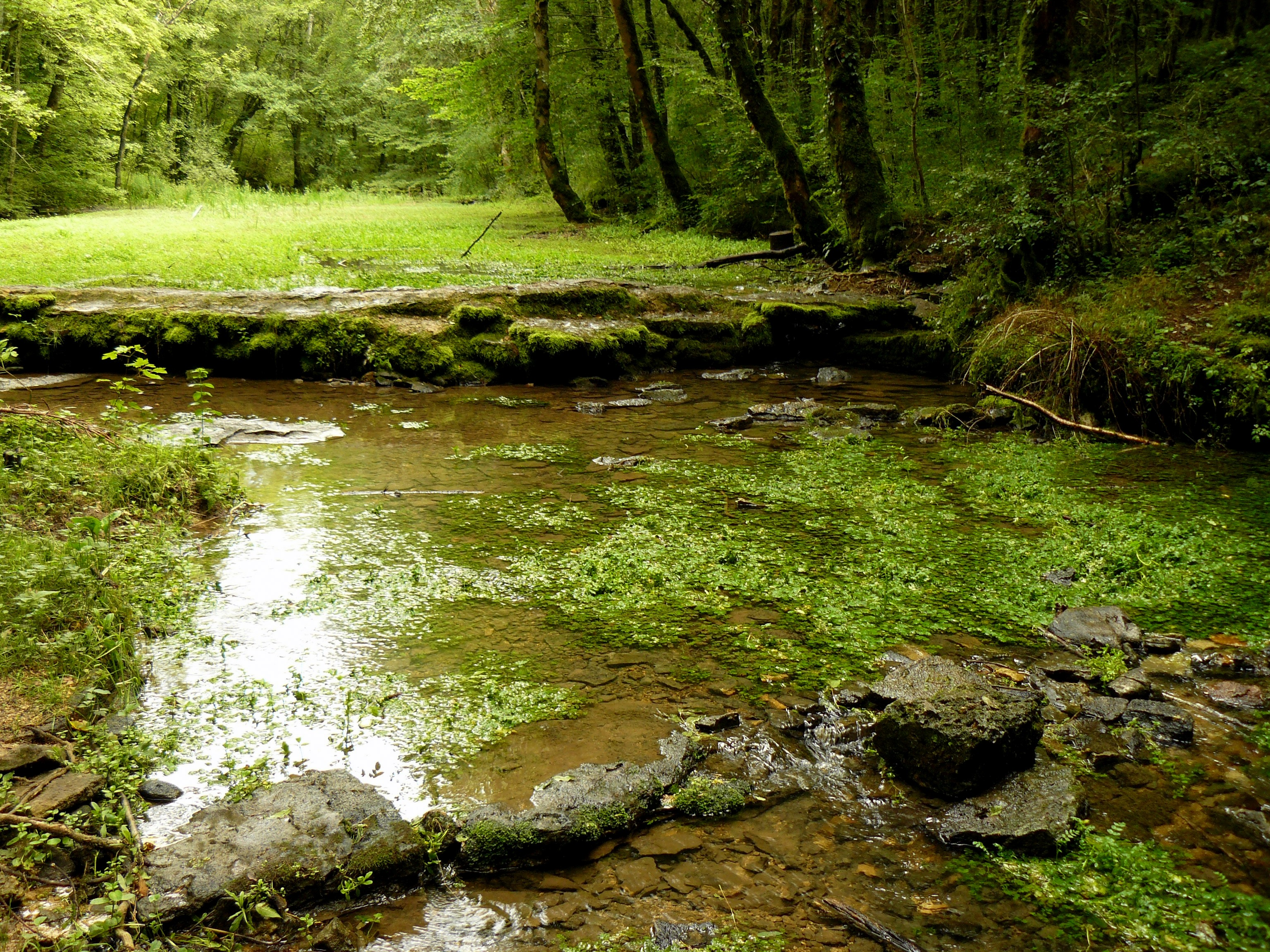
Aube-Quelle
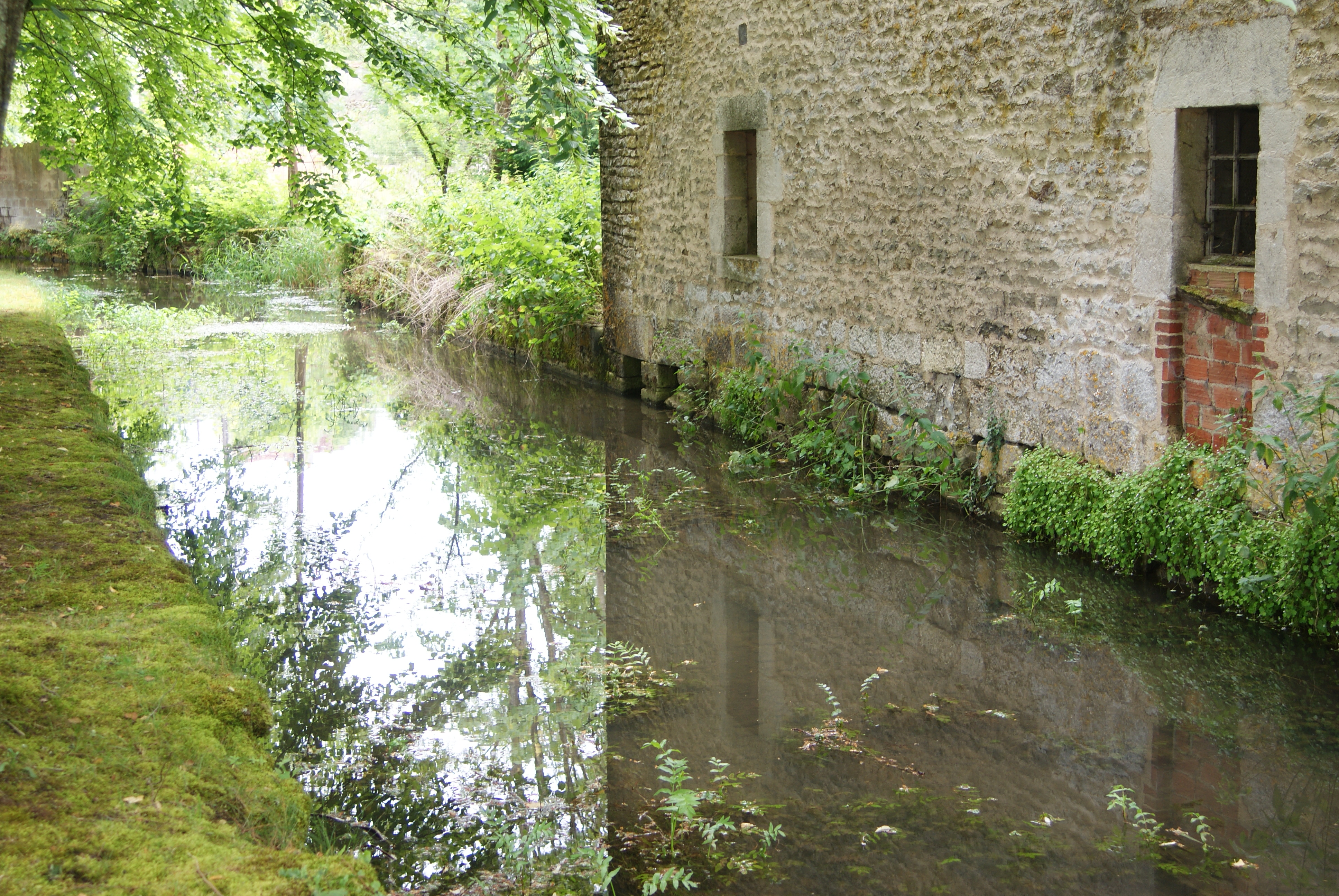
Die Aube bei Auberives

## Nationalpark Forêts
Auberive liegt im 11. und neuesten Nationalpark Frankreichs, den Nationalpark Forêts. Er ist dem Erhalt der Wälder auf dem Plateau von Langres gewidmet.

## Persönlichkeiten
- Louise Michel (1830–1905), die „rote Jungfrau“ der Pariser Kommune wurde in der Abtei Auberive – damals Frauengefängnis – gefangen gehalten, bevor sie nach Neukaledonien deportiert wurde.